# Mittahalli, Bangarapet
Mittahalli là một làng thuộc tehsil Bangarapet, huyện Kolar, bang Karnataka, Ấn Độ.